# Museo etnografico della civiltà e del lavoro in Polesine
Il Museo etnografico della civiltà e del lavoro in Polesine è situato nel comune di Fratta Polesine, in provincia di Rovigo. Venne inaugurato il 2 luglio 1995 su iniziativa della ONLUS “Il Manegium” Gruppo Culturale e di Ricerca, allo scopo di donare alla propria città un luogo di conservazione delle testimonianze storiche sulla civiltà contadina polesana. Inizialmente ubicato nella barchessa dell’attuale Palazzo Fanan, dal 2004 il Museo è allestito nel Palazzo Dolfin – Boniotti, nei pressi della casa museo Giacomo Matteotti. Il Museo viene gestito da “Il Manegium” e fa parte della rete del Sistema Museale Provinciale Polesine.

## Storia
Il Gruppo Culturale e di Ricerca si costituì nel 1982 con il primario interesse per il settore archeologico, da cui derivò la scelta della stessa denominazione, Manegium, in riferimento al toponimo del territorio circostante Fratta Polesine riportato in una pergamena alto - medievale. In parallelo all’interesse archeologico una parte dei soci rivolse l’attenzione all’etnografia polesana, un interesse divenuto poi principale, in particolare riguardo alla civiltà contadina da fine Ottocento alla prima metà del Novecento. Il lavoro di raccolta di memorie storiche, compartecipata dai cittadini di Fratta Polesine e del suo circondario, proseguì con l'inaugurazione del Museo della Civiltà del Lavoro nelle pertinenze di Palazzo Villa – Cornoldi – Fanan. Nel 2000 gli eredi dei Boniotti donano al Gruppo l’antico palazzo di famiglia per allestire un più ampio centro di documentazione sulle radici storiche locali. La costruzione di Palazzo Dolfin Grindati – Boniotti risale al XVI secolo, la cui configurazione iniziale è stata trasformata nei secoli successivi. In evidente stato fatiscente, il gruppo ha provveduto al suo completo recupero a cura di volontari e collaboratori. L’immobile venne ufficialmente riconosciuto come sede del Gruppo Culturale il 12 Settembre 2004, con conseguente trasferimento delle collezioni dalla precedente ubicazione. 

## Collezione
Il primo allestimento presso Palazzo Cornoldi raccontava il mestiere e la vita contadina attraverso un’esposizione di oggetti storici della quotidianità e della cultura popolare, per lo più anticaglie e strumenti da lavoro scovati tra mercatini d’antiquariato ed abitazioni. Oggi il percorso museale si snoda a partire dal piano terra, con diverse sezioni dedicate all’avifauna locale, a mezzi ed attrezzi agricoli, una cantina con antichi strumenti impiegati per la vendemmia. Al primo piano è esposta una collezione di ferri da stiro, insieme a monete, ceramiche, giocattoli e materiali scolastici. Di successiva acquisizione sono le sezioni sul tema della musica e sulla devozione popolare. Con il cambio di sede la collezione venne ampliata con un percorso documentario sull’organizzazione della Carboneria nel Polesine e sulla vita di Giacomo Matteotti, che ne ripercorre le vicende politiche e le battaglie sociali in favore delle masse contadine pubblicate sulla stampa dell’epoca. Al secondo piano sono stati allestiti i tipici ambienti di una dimora contadina polesana, con cucina, camere da letto e stanze da lavoro, dedicate ai mestieri del sarto, del calzolaio e del falegname, con alcuni cenni all'amministrazione domestica. Il salone d’onore al piano terra è dedicato a mostre temporanee, iniziative culturali e rassegne d’arte. Nel 2019 sono state inserite nella facciata del palazzo due meridiane, realizzate dall’artista frattense Giulia Zuolo, un ulteriore riferimento ad usi e costumi del passato locale.